# Madame de Saint-Laurent
Alphonsine-Thérèse-Bernardine-Julie de Montgenêt de Saint-Laurent (30 de septiembre de 1760-8 de agosto de 1830) fue la esposa del barón de Fortisson, coronel al servicio de Francia, y amante del príncipe Eduardo, duque de Kent y Strathearn.

## Biografía
Madame de Saint-Laurent nació en Besanzón, Francia, hija de Jean-Claude Mongenêt, ingeniero civil, y Jeanne-Claude Pussot. 
Durante su estancia en Ginebra, Eduardo de Kent fue presentado al matrimonio Fortisson, convirtiéndose Julie en su amante al poco tiempo. El padre del duque, el rey Jorge III, alistó a su hijo en el ejército, enviándolo a Gibraltar, donde Eduardo llevó a cabo los arreglos necesarios para que Julie pudiese estar con él. Posteriormente, el rey envió a su hijo a Quebec en cuanto tuvo conocimiento de su relación con Madame de Saint-Laurent. Al principio, Eduardo se negó a marcharse, pero en agosto de 1791 llegó a Quebec acompañado de una mujer, la cual fue presentada como Julie de Saint-Laurent, supuestamente viuda. Eduardo arrendó al poco tiempo la casa del juez Mabane por 90 libras anuales, viviendo durante tres años con Madame de Saint-Laurent en la casa del duque de Kent, en Quebec, hasta que en 1794 fue destinado a Halifax, Nueva Escocia. Numerosos escritores afirman que tanto ella como el duque de Kent contrajeron matrimonio en una iglesia católica en Quebec.
Tras el matrimonio de Eduardo con la viuda del príncipe de Leiningen en 1818, Madame de Saint-Laurent se trasladó a París, donde vivió el resto de su vida junto a su familia y amistades. Murió en 1830, siendo enterrada junto a su hermana, Jeanne-Beatrix, condesa de Jansac, en el cementerio del Père Lachaise.
A pesar de no haber evidencias de que Madame de Saint-Laurent y el príncipe Eduardo hubiesen tenido hijos, varias familias en Canadá afirman ser descendientes de la pareja.